# Sören Lindgren
Sören Gotthard Lindgren, född 13 mars 1935 i Kyrkslätt, är en sverigefinlandssvensk författare, kulturjournalist och förläggare.
Lindgren som är son till folkskollärare Gotthard Lindgren och Margit Ekholm, avlade studentexamen 1955. Han var kulturredaktör i Nya Pressen 1960–1964 och därefter bosatt i Sverige och verksam som  fri författare. Han har gjort flera resor till arabvärlden. Han debuterade på 1950-talet med några diktsamlingar präglade av modernistisk efterklang, Ornament (1954),  Exil (1958) och Abals död (1959). Hans Politiska dikter (1969) anknöt till tidens samhällsklimat, medan Moln, som slits sönder (1977) har en enklare, mer personlig karaktär.